# Заклопача (Плитвичка Језера)
Заклопача је насељено мјесто у Лици, у општини Плитвичка Језера, Личко-сењска жупанија, Република Хрватска.

## Географија
Заклопача је удаљена око 18 км сјеверно од Коренице. Источно од насеља налази се Личко Петрово Село, удаљено око 1,5 км.

## Историја
Заклопача се од распада Југославије до августа 1995. године налазила у Републици Српској Крајини. До територијалне реорганизације у Хрватској насеље се налазило у саставу бивше велике општине Кореница.

## Становништво
Према попису из 1991. године, насеље Заклопача је имала 23 становника, и сви су били српске националности. Према попису становништва из 2001. године, Заклопача је имала 9 становника. Према попису становништва из 2011. године, насеље Заклопача је имало 5 становника.
| Националност       | 1991. | 1981. | 1971. | 1961. |
| Срби               | 23    | 40    | 56    |       |
| Југословени        |       |       |       |       |
| Хрвати             |       | 1     | 1     |       |
| остали и непознато |       |       |       |       |
| Укупно             | 23    | 41    | 57    | 84    |

| Демографија | Демографија | Демографија |
| Година      | Становника  | Становника  |
| ----------- | ----------- | ----------- |
| 1961.       | 84          |             |
| 1971.       | 57          |             |
| 1981.       | 41          |             |
| 1991.       | 23          |             |
| 2001.       | 9           |             |
| 2011.       |             | 5           |